# Big Girl (You Are Beautiful)
Big Girl (You Are Beautiful) is een single uit 2007 van de Britse zanger Mika, afkomstig van het album Life in Cartoon Motion. De single werd op 23 juli 2007 uitgebracht in het Verenigd Koninkrijk en kwam 26 oktober in Nederland en België uit op single. Het is daarmee de opvolger van de nummer 1-hit Relax, Take It Easy.
In Nederland is het nummer verkozen tot Alarmschijf. In de week van 27 oktober kwam het de Top 40 binnen op plaats 26. Twee weken later stond Big Girl al op nummer 4, wat ook de hoogste positie van de single zou blijven.
Een kenmerkend detail is dat de titel in het lied in totaal 26 keer wordt gezongen.

## Hitnotering
| Big Girl (You Are Beautiful) in de Nederlandse Top 40 – binnen 27 oktober 2007 | Big Girl (You Are Beautiful) in de Nederlandse Top 40 – binnen 27 oktober 2007 | Big Girl (You Are Beautiful) in de Nederlandse Top 40 – binnen 27 oktober 2007 | Big Girl (You Are Beautiful) in de Nederlandse Top 40 – binnen 27 oktober 2007 | Big Girl (You Are Beautiful) in de Nederlandse Top 40 – binnen 27 oktober 2007 | Big Girl (You Are Beautiful) in de Nederlandse Top 40 – binnen 27 oktober 2007 | Big Girl (You Are Beautiful) in de Nederlandse Top 40 – binnen 27 oktober 2007 | Big Girl (You Are Beautiful) in de Nederlandse Top 40 – binnen 27 oktober 2007 | Big Girl (You Are Beautiful) in de Nederlandse Top 40 – binnen 27 oktober 2007 | Big Girl (You Are Beautiful) in de Nederlandse Top 40 – binnen 27 oktober 2007 | Big Girl (You Are Beautiful) in de Nederlandse Top 40 – binnen 27 oktober 2007 | Big Girl (You Are Beautiful) in de Nederlandse Top 40 – binnen 27 oktober 2007 | Big Girl (You Are Beautiful) in de Nederlandse Top 40 – binnen 27 oktober 2007 | Big Girl (You Are Beautiful) in de Nederlandse Top 40 – binnen 27 oktober 2007 | Big Girl (You Are Beautiful) in de Nederlandse Top 40 – binnen 27 oktober 2007 | Big Girl (You Are Beautiful) in de Nederlandse Top 40 – binnen 27 oktober 2007 | Big Girl (You Are Beautiful) in de Nederlandse Top 40 – binnen 27 oktober 2007 |
| Week                                                                           | 1                                                                              | 2                                                                              | 3                                                                              | 4                                                                              | 5                                                                              | 6                                                                              | 7                                                                              | 8                                                                              | 9                                                                              | 10                                                                             | 11                                                                             | 12                                                                             | 13                                                                             | 14                                                                             | 15                                                                             |                                                                                |
| ------------------------------------------------------------------------------ | ------------------------------------------------------------------------------ | ------------------------------------------------------------------------------ | ------------------------------------------------------------------------------ | ------------------------------------------------------------------------------ | ------------------------------------------------------------------------------ | ------------------------------------------------------------------------------ | ------------------------------------------------------------------------------ | ------------------------------------------------------------------------------ | ------------------------------------------------------------------------------ | ------------------------------------------------------------------------------ | ------------------------------------------------------------------------------ | ------------------------------------------------------------------------------ | ------------------------------------------------------------------------------ | ------------------------------------------------------------------------------ | ------------------------------------------------------------------------------ | ------------------------------------------------------------------------------ |
| Nummer                                                                         | 26                                                                             | 12                                                                             | 4                                                                              | 4                                                                              | 8                                                                              | 7                                                                              | 8                                                                              | 10                                                                             | 13                                                                             | 13                                                                             | 13                                                                             | 16                                                                             | 20                                                                             | 23                                                                             | 30                                                                             | uit                                                                            |

| Big Girl (You Are Beautiful) in de Nederlandse Single Top 100 – binnen 3 november 2007 | Big Girl (You Are Beautiful) in de Nederlandse Single Top 100 – binnen 3 november 2007 | Big Girl (You Are Beautiful) in de Nederlandse Single Top 100 – binnen 3 november 2007 | Big Girl (You Are Beautiful) in de Nederlandse Single Top 100 – binnen 3 november 2007 | Big Girl (You Are Beautiful) in de Nederlandse Single Top 100 – binnen 3 november 2007 | Big Girl (You Are Beautiful) in de Nederlandse Single Top 100 – binnen 3 november 2007 | Big Girl (You Are Beautiful) in de Nederlandse Single Top 100 – binnen 3 november 2007 | Big Girl (You Are Beautiful) in de Nederlandse Single Top 100 – binnen 3 november 2007 | Big Girl (You Are Beautiful) in de Nederlandse Single Top 100 – binnen 3 november 2007 | Big Girl (You Are Beautiful) in de Nederlandse Single Top 100 – binnen 3 november 2007 | Big Girl (You Are Beautiful) in de Nederlandse Single Top 100 – binnen 3 november 2007 | Big Girl (You Are Beautiful) in de Nederlandse Single Top 100 – binnen 3 november 2007 | Big Girl (You Are Beautiful) in de Nederlandse Single Top 100 – binnen 3 november 2007 | Big Girl (You Are Beautiful) in de Nederlandse Single Top 100 – binnen 3 november 2007 | Big Girl (You Are Beautiful) in de Nederlandse Single Top 100 – binnen 3 november 2007 | Big Girl (You Are Beautiful) in de Nederlandse Single Top 100 – binnen 3 november 2007 | Big Girl (You Are Beautiful) in de Nederlandse Single Top 100 – binnen 3 november 2007 | Big Girl (You Are Beautiful) in de Nederlandse Single Top 100 – binnen 3 november 2007 | Big Girl (You Are Beautiful) in de Nederlandse Single Top 100 – binnen 3 november 2007 | Big Girl (You Are Beautiful) in de Nederlandse Single Top 100 – binnen 3 november 2007 | Big Girl (You Are Beautiful) in de Nederlandse Single Top 100 – binnen 3 november 2007 |
| Week                                                                                   | 1                                                                                      | 2                                                                                      | 3                                                                                      | 4                                                                                      | 5                                                                                      | 6                                                                                      | 7                                                                                      | 8                                                                                      | 9                                                                                      | 10                                                                                     | 11                                                                                     | 12                                                                                     | 13                                                                                     | 14                                                                                     | 15                                                                                     | 16                                                                                     | 17                                                                                     | 18                                                                                     | 19                                                                                     | 20                                                                                     |
| -------------------------------------------------------------------------------------- | -------------------------------------------------------------------------------------- | -------------------------------------------------------------------------------------- | -------------------------------------------------------------------------------------- | -------------------------------------------------------------------------------------- | -------------------------------------------------------------------------------------- | -------------------------------------------------------------------------------------- | -------------------------------------------------------------------------------------- | -------------------------------------------------------------------------------------- | -------------------------------------------------------------------------------------- | -------------------------------------------------------------------------------------- | -------------------------------------------------------------------------------------- | -------------------------------------------------------------------------------------- | -------------------------------------------------------------------------------------- | -------------------------------------------------------------------------------------- | -------------------------------------------------------------------------------------- | -------------------------------------------------------------------------------------- | -------------------------------------------------------------------------------------- | -------------------------------------------------------------------------------------- | -------------------------------------------------------------------------------------- | -------------------------------------------------------------------------------------- |
| Nummer                                                                                 | 10                                                                                     | 10                                                                                     | 6                                                                                      | 10                                                                                     | 9                                                                                      | 10                                                                                     | 13                                                                                     | 20                                                                                     | 14                                                                                     | 15                                                                                     | 27                                                                                     | 48                                                                                     | 42                                                                                     | 47                                                                                     | 57                                                                                     | 60                                                                                     | 59                                                                                     | 61                                                                                     | 83                                                                                     | uit                                                                                    |

### NPO Radio 2 Top 2000
Big Girl stond alleen in 2009 in de NPO Radio 2 Top 2000, op plek 1339.